# Chīzandān
Chīzandān är en ort i Iran.   Den ligger i provinsen Khuzestan, i den centrala delen av landet, 400 km söder om huvudstaden Teheran. Chīzandān ligger 857 meter över havet och antalet invånare är 106.
Terrängen runt Chīzandān är huvudsakligen bergig, men åt sydväst är den kuperad. Chīzandān ligger nere i en dal. Runt Chīzandān är det ganska tätbefolkat, med 56 invånare per kvadratkilometer. Närmaste större samhälle är Paschāt, 1,4 km öster om Chīzandān. Omgivningarna runt Chīzandān är i huvudsak ett öppet busklandskap.